# 酒田警察署
酒田警察署（さかたけいさつしょ）は、山形県警察が管轄する警察署の一つである。

## 管轄区域
- 酒田市
- 飽海郡 遊佐町

## 所在地
- 山形県酒田市上安町一丁目1番地の1

## 沿革
- 1875年（明治8年）：酒田市片町に鶴岡県第三警察出張所酒田第一屯所を開庁[1]
- 1883年（明治16年）6月：酒田市本町四丁目に新築移転[1]
- 1948年（昭和23年）3月：警察制度の改革により、酒田市警察署、遊佐町警察署、酒田地区警察署に分割[1]
- 1954年（昭和29年）7月：警察法の改正により、酒田地区と酒田市警察署が統合[1]
- 1957年（昭和32年）7月：酒田市光ヶ丘に新築移転[1]
- 1972年（昭和47年）10月：構造改革により遊佐警察署が廃止、酒田警察署に統合[1]
- 1978年（昭和53年）3月：現在地に庁舎を新築移転[1]
- 2005年（平成17年）4月1日：光ヶ丘交番廃止[2]
- 2006年（平成18年）4月1日：緑ヶ丘交番・八幡交番を廃止し、緑ヶ丘駐在所・八幡駐在所を設置[3]
- 2011年（平成23年）4月1日：西浜駐在所廃止[4]
- 2013年（平成25年）4月1日：鳥海駐在所・本楯駐在所を廃止し、北酒田駐在所を設置[5]
- 2015年（平成27年）4月1日：浜中駐在所廃止[6]
- 2020年（令和2年）4月1日：南部交番を設置し、緑ヶ丘駐在所・黒森駐在所・広野駐在所・新堀駐在所を廃止[7]
- 2023年（令和5年）4月1日：蕨岡駐在所・西遊佐駐在所を廃止し、遊佐交番に統合
- 2023年（令和5年）4月1日：高瀬駐在所を廃止し、吹浦駐在所に統合
- 2025年（令和7年）4月：本町交番を老朽化に伴い、酒田市中町1丁目14-23から酒田市中町1丁目14-16に移転

## 交番

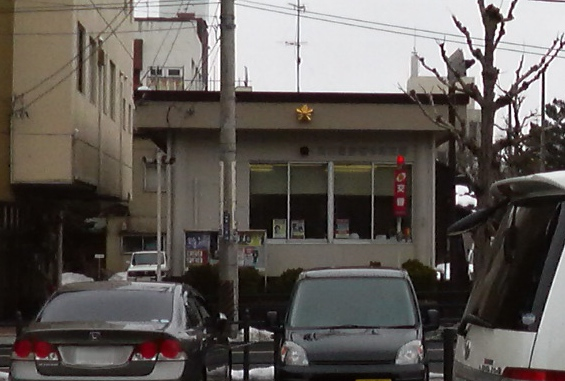
山形県酒田市中町1丁目にある酒田警察署本町交番 2008年2月12日撮影

### 酒田市
- 本町交番 - 酒田市中町1丁目14-23
- 駅前交番 - 酒田市幸町1丁目1-1
- 北部交番 - 酒田市豊里字上割17-1
- 両羽交番 - 酒田市東両羽町166-1
- 東部交番 - 酒田市こがね町1丁目12-22
- 南部交番 - 酒田市坂野辺新田字東狢山235-6

### 遊佐町
- 遊佐交番 - 飽海郡遊佐町遊佐字舞鶴204

## 派出所

### 酒田市
- 庄内空港警備派出所 - 酒田市浜中字村東30-3（庄内空港ビル内）

## 駐在所

### 酒田市
- 八幡駐在所 - 酒田市観音寺字前田14
- 飛島駐在所 - 酒田市飛島字勝浦乙7-5
- 北酒田駐在所 - 酒田市本楯字雷免87-4
- 東酒田駐在所 - 酒田市生石字登路田10-1
- 北上駐在所 - 酒田市漆曽根字亀田59-1
- 松山駐在所 - 酒田市字山田28-2
- 平田駐在所 - 酒田市飛鳥字契約場51-5

### 遊佐町
- 吹浦駐在所 - 飽海郡遊佐町吹浦字赤坂62

## 警備艇
- はぐろ 山1 （19.00t）